# Geschiedenis van Servië
Dit artikel geeft een overzicht van de geschiedenis van Servië.

## Vroege geschiedenis
De Servische stam heeft zich in de Balkan gevestigd in 6 verschillende groepen c.q. stammen onder leiding van de "onbekende archont", een groot leider:
- Raška
- Bosnië
- Duklja/Zeta
- Zahumlje
- Travunia
- Pagania

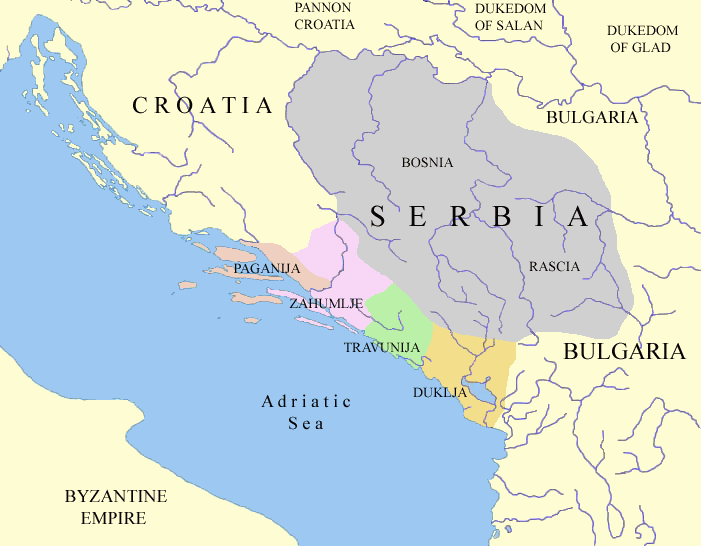
Servië in de 9e eeuw, volgens De Administrando Imperio

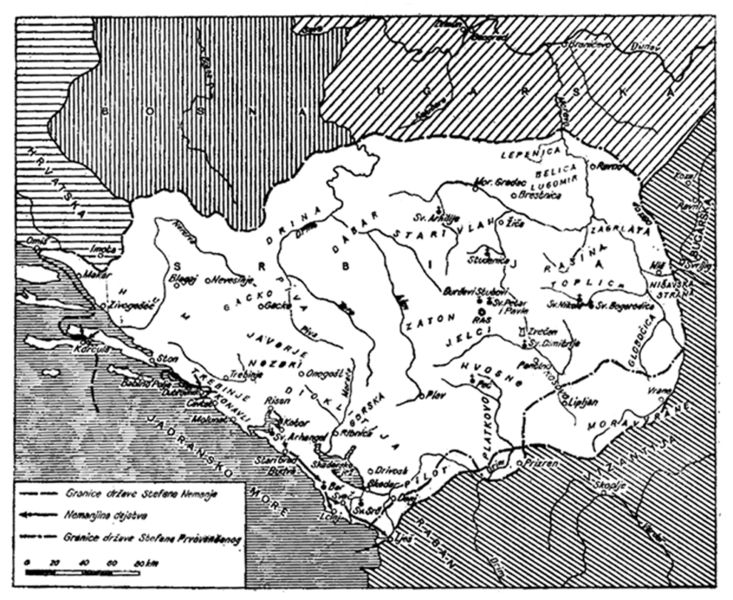
Nemanjics Servië, 1150–1220, gedurende de regering van Stefan Nemanja en Stefan Prvovenčani

De Serviërs als volk waren niet meer verenigd tot in de middeleeuwen. De natie was verdeeld in staten die in situaties samen kwamen om een gezamenlijke vijand te bestrijden maar in tijden van vrede verdeeld leefden. De namen van die staten waren: Duklja (Zeta), Zahumlje (het huidige Herzegovina met de stad Ragusa (Dubrovnik)), Travunija (Trebinje, in het huidige Bosnië en Kroatië), Pagania (het huidige Dalmatië), Bosna (het huidige Bosnië) en Rascia (het huidige Sandžak en Kosovo).  Raška werd uiteindelijke de sterkste staat en nam later de naam Servië aan.
De eerste Servische staat werd gesticht in de 7e eeuw door het Huis van Vlastimirović, de eerste prinsen waren Višeslav, Radoslav, Prosigoj, en Vlastimir. Zij waren afstammelingen van de "onbekende archont". Rond 870 bekeerden de Serviërs zich tot het christendom. De Vlastimirović dynastie doofde uit met Časlav Klonimirović rond 960 en Servië werd terug een deel van Het Byzantijnse Rijk.
Rond het jaar 1000 kwam een nieuwe dynastie aan de macht, het Huis van Vojislavljević, die zijn oorsprong had in Zeta (het huidige Montenegro) en later het vorstendom Duklja werd. Mihailo Vojislavljević werd in 1077 door de paus tot koning gekroond. Op dat moment waren Serviërs zowel katholiek als orthodox. Doordat de Serviërs zich gevestigd hadden in een regio waar de lijn van Theodosius liep werd het volk religieus verdeeld. Zijn opvolger Konstantin Bodin stichtte het aartsbisdom Bar, hiermee verkregen de Serviërs religieuze onafhankelijkheid en in 1091 stichtte hij het Groot Prinsdom Servië, dat in 1217 een koninkrijk werd. De titel van "veliki župan ", 'grootžupan', een Zuid-Slavische titel van Avaarse origine, staat gelijk aan 'prins'.
Na een gevecht om de troon met zijn broers werd Stefan Nemanja heerser en stichter van de Nemanjić-dynastie. Hij kwam aan de macht in 1166 en begon met de vernieuwing van de Servische staat en de regio Raska. Dit deed hij af en toe met behulp van Byzantium en af en toe tegen de zin van Byzantium wat leidde tot schermutselingen tussen de twee. Stefan Nemanja begon de staat uit te breiden door de losse Servische staten te veroveren.
De Nemanjić-dynastie leidde Servië haar Gouden Eeuw in en werd de machtigste staat in die tijd onder leiding van tsaar Stefan Dušan in de 14e eeuw. Later na zijn dood zouden zijn opvolgers niet daadkrachtig genoeg zijn om de staat intact te houden, wat leidde tot de Slag om Kosovo in 1389, en de volledige verovering van Servië door het Ottomaanse Rijk in 1499 waarbij Zeta het laatste bastion was.

### Ottomaanse verovering en bezetting
De eerste slag tegen de Ottomanen vond niet plaats in Kosovo maar in Bulgarije bij Marica. De gebroeders Mrnjavcevic stelden een leger samen en marcheerden Ottomaans gebied in om slag te leveren in 1371. Gedurende de slag werden ze te zelfverzekerd en tijdens een overnachting bij de rivier Marica werden ze overvallen door Ottomaanse strijdkrachten toen ze dronken waren. Het samengestelde leger werd verslagen en verdreven. Doordat dit leger werd verslagen, lagen de Zuid-Servische staten zonder verdediging wat leidde tot de Slag om Kosovo in 1389. De despoot Lazar deed een laatste poging om de Servische adel weer vereend te krijgen om slag te leveren. De slag om Kosovo werd het einde voor Servië omdat, hoewel de slag beëindigd werd in een gelijkspel, de Servische staat verzwakt achterbleef. Lokale vorsten werden een na een verslagen, en zo werd Servië stap voor stap veroverd. Uiteindelijk werd in 1459 de laatste slag bij Smederevo gevochten. De laatste Servische gebieden, Bosnië en Zeta werden uiteindelijk ook verslagen, waarbij Zeta als laatste in 1496.
Vanaf de 14e eeuw emigreerden vele Serviërs naar wat vandaag de dag bekendstaat als Vojvodina. Dit werd aangemoedigd door het Hongaarse koninkrijk dat Serviërs inhuurde als grenswachters tegen de Ottomanen. Servië kreeg zijn zelfstandigheid weer terug in 1804 en 1815 (Vorstendom Servië) en verwierf zijn volledige onafhankelijke status opnieuw in 1878 (koninkrijk Servië).

### Koninkrijk Servië
Servië was van 1718 tot 1739 een provincie van de Habsburgse monarchie. De provincie gevormd van het territorium ten zuiden van de rivieren Sava en de Donau dat veroverd werd op het Ottomaanse Rijk in 1718. In 1739 kwam het gebied opnieuw onder Ottomaans bewind.

## Negentiende eeuw en Balkanoorlogen
Aan het hoofd van de staat stond de vorst. Hij was nog niet soeverein, maar een soort leenman van de Osmaanse sultan. De eerste vorst, Miloš Obrenović, had de Tweede Servische Opstand geleid. In 1830 kocht hij de erfelijkheid van zijn troon, en in 1839 werd hij daadwerkelijk door zijn zoon Michael opgevolgd. Deze moest echter in 1842 wijken voor een zoon van Zwarte George, in 1804 de leider van de Eerste Servische Opstand. Het grootste deel van de moslimbevolking van het vorstendom Servië werd in 1862 verdreven.
Tijdens het Congres van Berlijn werd in 1878 de onafhankelijkheid van het vorstendom Servië erkend. In 1882 werd dat het Koninkrijk Servië, met Belgrado als hoofdstad.
In de eerste helft van de 19e eeuw waren er in Zuid-Servië nog Turkse eenheden gelegerd, maar vanaf 1867 waren deze vertrokken en kon Servië een eigen leger opbouwen. Dit liet aanvankelijk nog te wensen over: opstanden werden onderdrukt, maar het bleek te slecht bewapend en te slecht georganiseerd om buitenlandse vijanden (Turkije, Koninkrijk Bulgarije) te verslaan. Pas in de Eerste Balkanoorlog bleek het Servische leger hier sterk genoeg voor. In de loop der tijd voerde het vorstendom ook steeds meer een buitenlands beleid. Hierbij leunde men sterk op Oostenrijk-Hongarije, tot ongenoegen van een groot deel van de bevolking en de Panslavisten. Zij gaven de voorkeur aan een pro-Russische beleid.

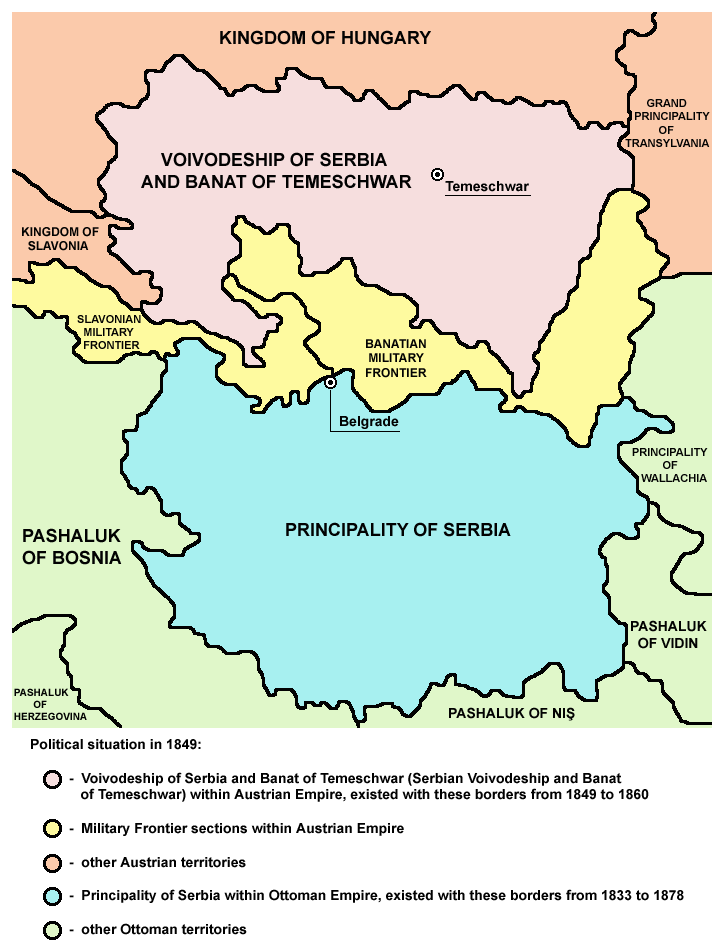

Het vorstendom was een traditionele agrarische samenleving, waarvan de economie draaide op de varkensfokkerij. In Belgrado maakten varkens hun laatste stop voor ze de Oostenrijks-Hongaarse slachthuizen ingingen. De vorst roomde deze economie middels zijn recht tot belastingheffing af. De sultan klopte regelmatig op de Servische deur voor alweer een lening. De slimme vorsten bedongen steeds meer rechten als tegenprestatie. In 1903 werd de Servische economie door de Varkensoorlog gedwongen te diversifiëren. De samenleving was traditioneel-familiaal. Dit uitte zich in bepaalde regio's in Servië als volgt. Wanneer een familie door een huwelijk werd uitgebreid, bouwde het jonge paar hun huis aan het familiehuis vast, waardoor families bij elkaar bleven en huizen wel een straat lang waren. Meestal ging de bruid echter wonen bij de familie van de bruidegom. Servië kende destijds slechts één echte stad: Belgrado.
Servië was voortdurend een strijdtoneel. De huizen Obrenović- en Karađorđević betwistten elkaar voortdurend de macht, terwijl boerenopstanden vaak voorkwamen. In 1903 kwam het huis Karađorđević definitief aan de macht: koning Alexander Obrenović en koningin Draga werden door officieren vermoord en het raam uit gesmeten. De dynastie Obrenović stierf hiermee uit en Peter I Karađorđević kwam op de troon.
In 1908 was alleen het door Servië opgeëiste Macedonië nog Turks gebied. In 1912 begon de Eerste Balkanoorlog tussen de Balkanbond (de nieuwe staten Servië, Griekenland, Montenegro en Bulgarije) en het Osmaanse rijk, gevolgd door de Tweede Balkanoorlog tussen Bulgarije en de rest van al deze landen. Na deze oorlogen waren het Osmaanse Rijk en Bulgarije veel grondgebied verloren, en kon Servië Macedonië bezetten. Nu had Servië de huidige omvang, minus de Vojvodina dat nog aan Oostenrijk-Hongarije toebehoorde.

## Eerste Wereldoorlog

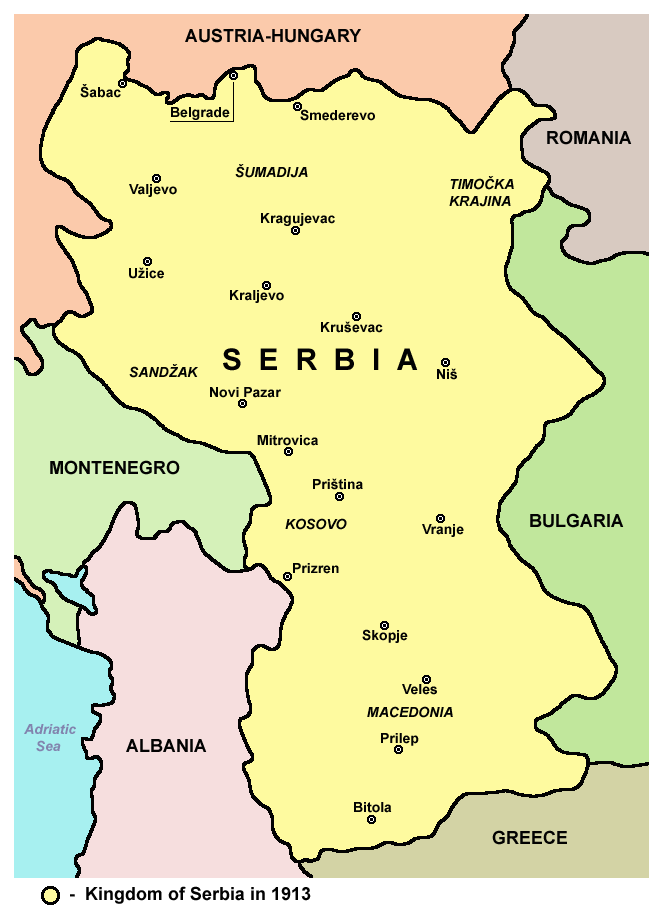

In 1914 werd Servië door Oostenrijk-Hongarije beschuldigd van de moord op diens kroonprins Franz Ferdinand in Sarajevo. Uit het onderzoek naar de moord is gebleken dat de gebruikte wapens uit België afkomstig waren. De pistolen (FN Browning mod. 1910) waren onder Servische licentie vervaardigd en de bommen waren afkomstig uit het Servische staatswapenmagazijn in Kragujevac. Bovendien onthulde een van de verdachten Ilić de betrokkenheid van majoor Voja Tankosić een persoonlijk assistent van Dragutin Dimitrijević (beter bekend onder zijn bijnaam Apis) het hoofd van de Servische militaire dienst. Deze Tankosić zou de wapens hebben geleverd en de jongens van het moordcommando hebben getraind (o.m. met schietoefeningen) en hen hebben opgedragen na de aanslag zelfmoord te plegen. Drie andere verdachten (waaronder Gavrilo Princip die de fatale schoten loste) ontkenden eerst Tanković te kennen, maar gaven later toe dat deze bij de voorbereiding van de moord betrokken was. De Servische staat ontkende echter elke betrokkenheid aangezien er geen programma was om de Bosnisch Servische groep te ondersteunen.
Oostenrijk-Hongarije stelde een strikt ultimatum, wat er feitelijk op neer kwam dat Servië onder Oostenrijks-Hongaarse controle kwam te staan. Servië kon dit Juli-ultimatum niet accepteren en werd direct door Oostenrijk-Hongarije aangevallen, hetgeen het begin van de Eerste Wereldoorlog betekende. Het Servische leger wist door ervaring en modernisatie in de Balkanoorlogen de vijand tot het einde van 1914 tegen te houden, echter werd het gebied rond stad Sabac in het westen wel bezet evenals het gebied rond de Drina, de westelijke grens van Servië. De Oostenrijks-Hongaarse troepen pleegde daar direct op grote schaal oorlogsmisdaden, welke werden gedocumenteerd door de Nederlandse arts Arius van Tienhoven.
Uiteindelijk werd Servië echter veroverd in de winter van 1915-1916 en geannexeerd door Oostenrijk-Hongarije en Bulgarije. Het grootste gedeelte van het Servische leger wist te ontsnappen door terug te trekken naar Albanië. Een ander deel werd krijgsgevangen gemaakt en kwamen in krijgsgevangenkampen terecht in Oostenrijk-Hongarije en Duitsland. Een deel van hen kwam uiteindelijk in het neutrale Nederland terecht: 91 van hen overleden uiteindelijk in Nederland. Een monument is voor hen opgericht te Garderen.
Het Servische leger wat via Albanië teruggetrokken was vocht echter verder, na zich te hebben hergroepeerd op het Griekse eiland Korfoe. Het begon na een paar maanden alweer een offensief om Servië te bevrijden (in september 1916 bij de berg Kajmakčalan). Het trok samen met de geallieerden in 1917 weer verder om Servië uiteindelijk in 1918 te bevrijden.

## Het Koninkrijk der Serviërs, Kroaten en Slovenen, Het koninkrijk Joegoslavië
Het Koninkrijk der Serviërs, Kroaten en Slovenen heette sinds 1 december 1918 Koninkrijk Joegoslavië. Koning Alexander I, besteeg op 1 december 1918 de troon. Het doel van dit koninkrijk was, om de zuidslaven te verenigen in één staat, zodat zij gezamenlijk sterker stonden tegenover Oostenrijk-Hongarije en Italië. Italië maakte namelijk aanspraak op delen van Kroatië. De Kroaten hadden een sterkere onderhandelingspositie wanneer zij deel uitmaakte an dit koninkrijk Joegoslavië.
Het rijk was echter geen hechte eenheid. In het parlement waren de afgevaardigden het regelmatig niet met elkaar eens. Een van de belangrijkste punten was het centraliseren van het bestuur en het invoeren van radicale agrarische hervormingen. De Democratische Partij was hier voorstander van. Deze partij had ook de meerderheid in het parlement. Echter, enkele Kroatische afgevaardigden waren hier geen voorstander van en vormden samen met de Sociaaldemocratisch partij de oppositie. De oppositie boycotte daarop het parlement. Door de parlementaire crisissen die hierop volgden, wankelde de staat in zijn constructie.
Bij de verkiezingen kregen vooral de communisten en de 'Kroatische Boerenpartij' veel stemmen. De Kroatische boerenpartij stond onder leiding van Ante Pavelic. Deze was vlak voor de verkiezingen uit de gevangenis vrijgelaten.  Het koninkrijk Joegoslavië werd uiteindelijk op 28 juni 1921 een unitaire monarchie. De communisten, die steeds populairder werden, waren het hier niet mee eens en pleegden een aanslag op de koning. Ook de weerstand onder Kroaten, wegens de centralistische politiek van de Servische politieke partijen, nam toe. De grootste crisis ontstond door onenigheid over een verdrag met Italië (Neptun verdrag). De Kroatische boerenpartij had de Montenegrijnse radicaal Punisa Racic dusdanig geprovoceerd dat deze 5 partijleden van de Kroatische boerenpartij doodschoot. Gezien deze crisis werden er nieuwe verkiezingen gehouden op 1 augustus 1928.
Niet lang daarna, besloot de koning om een persoonlijke dictatuur in te voeren. Hij voerde als reden aan, dat de moorden moesten stoppen. Hij vernietigde hiermee de wet waarbij was bepaald dat het koninkrijk een unitaire monarchistische staat is. De Kroaten kregen hier steeds meer weerstand tegen. Onder leiding van de Kroatische boerenpartij werden manifesten gehouden, waarin werd opgeroepen tot een eind van de 'Servische dictatuur en dominantie'. De koning trachtte op diplomatieke wijze om de Kroaten en Serviërs nader tot elkaar te brengen. Koning Aleksandar is op 9 oktober 1934 vermoord in Marseille door radicalen uit verboden partijen in het Koninkrijk Joegoslavië in samenwerking met de verboden Ustasa organisatie.
De zoon van de overleden koning was minderjarig, maar omdat het de wens van de overleden koning was, werd zijn zoon Petar koning. De broer van Aleksandar, Pavle Karadjordjevic, was degene die daadwerkelijk de macht had. In de jaren 30 van de 20ste eeuw werden de spanningen tussen de Kroaten en Serviërs alsmaar groter. De Serviërs hadden de wens om Noord-Macedonië, Vojvodina en Montenegro bij het koninkrijk te voegen. De Kroaten daarentegen wilde Dalmatië en Vojvodina inlijven. Beiden partijen eisten delen van het territorium van het huidige Bosnië.
Koning Pavle benoemde in 1939 Dragisa Cvetkovic tot nieuwe premier, met als doel om tot een compromis te komen met de kroatische oppositie. Dit compromis hield in dat er een autonome provincie Kroatië zou ontstaan, Banovina Hrtvatska, met een eigen Kroatisch parlement. De Serviërs waren hier ontevreden over, omdat zij zich zorgen maakten over de Servische minderheden binnen de provincie Kroatië. De Kroatische nationalisten, ook wel Ustasa partij genoemd, waren tevens ontevreden, omdat zij totale onafhankelijkheid eisten en inlijving van geheel Bosnië en Herzegovina.

## Tweede Wereldoorlog

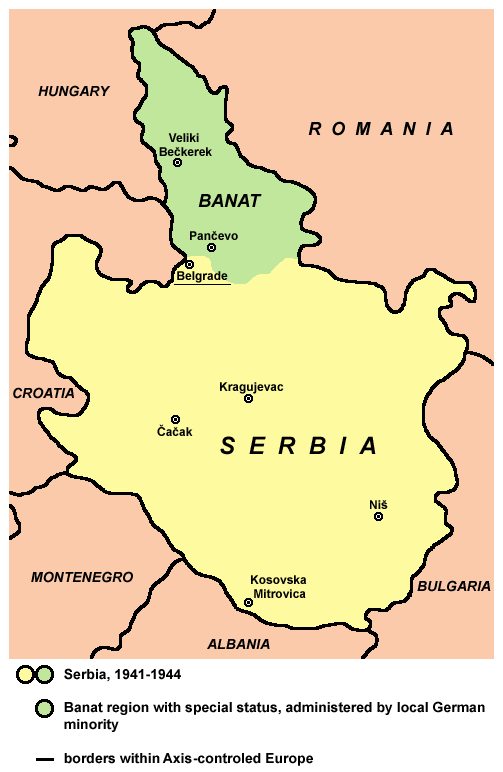

Op 25 maart 1941 sluit de Joegoslavische regering een pact met de fascistische Duitsers. De regering deed er namelijk alles aan om oorlog met de Duitsers te voorkomen. In het pact stond geen garantie dat het Koninkrijk Joegoslavië niet zou worden aangevallen. Het volk vond dit pact met de nazi's echter onaanvaardbaar en ging ertegen demonstreren. Er werd een aanval uitgevoerd op de regering, waarbij generaal Dusan Simovic de leiding had. De regering werd omver geworpen en Dusan Simovic nam de regering over. De ministers die collaboreerden met de nazi´s werden opgepakt. De zoon van de overleden koning Aleksandar, Petar II Karadjordjevic, werd meerderjarig verklaard over de radio. Een nieuwe regering werd op 27 maart 1941 geïnstalleerd, met als president Dusan Simovic. Het volk bleef met name in Belgrado demonstreren tegen de nazi´s. Hitler vernam het nieuws van de gebeurtenissen in Servië en de rest van het koninkrijk Joegoslavië met grote woede. Hij moest zijn plannen om de Sovjet-Unie aan te vallen wijzigen. In de nacht van 5 en 6 april 1941 is er een overeenkomst getekend tussen het Koninkrijk Joegoslavië en de Sovjet-Unie. Deze overeenkomst hield in dat Joegoslavië de Sovjet-Unie erkende en de Sovjet-Unie zou in ruil hiervoor de soevereiniteit van Joegoslavië bewaken. Ook zou de Sovjet-Unie de kant van Joegoslavië innemen, indien Duitsland Joegoslavië zou aanvallen. In de ochtend van 6 april 1941 arriveerden de eerste Duitse bommenwerpers boven Belgrado.
Hiermee begon de aanval van nazi Duitsland op Joegoslavië. Naast Belgrado, werden vele andere steden in Servië gebombardeerd. Vele gebouwen werden vernietigd, waaronder de nationale bibliotheek van Servië. De aanval door de nazi Duitsers was onaangekondigd. Er namen ook andere landen aan het bombardement van Servië deel, namelijk Italië, Hongarije, Bulgarije en Albanië. Dezelfde dag werd Kraljevo aangevallen. Nis werd gebombardeerd op 8 april en hier kwamen 600 burgers bij om het leven. De volgende dag viel het Duitse landleger Servië binnen. De koning en zijn afgevaardigden moesten het land verlaten. Op 10 april 1941 kwam het Centrale Nationale Comité bijeen en het riep het volk op tot weerstand en eenheid jegens de bezetter. Vele vrijwilligers meldden zich aan, maar de heersende bourgeoisie wilde de arbeiders en jeugd niet bewapenen.
Militair strategisch gezien was Zemun (Belgrado) een belangrijke factor, omdat zich daar het commando centrum van de luchtmacht en marinevloot en een vliegveld bevonden. Op 12 april 1941 kwamen de Duitse strijdkrachten Zemun binnen. De Duitsers namen op 13 april 1941 de macht over. Dit had verschillende gevolgen voor het bestuur van Servië. Zemun werd gesplitst van Belgrado. Zonder grote strijd, trok het Joegoslavische leger zich op 13 april terug tot aan Cacak. En de Duitsers naderden, zonder grote weerstand, via Krusevac de stad Kraljevo. De regering van het Koninkrijk Joegoslavië bood weliswaar weerstand tegen de nazi´s, maar capituleerde op 18 april 1941, omdat de regering en de koning drie dagen daarvoor het land hadden verlaten.
Het territorium van het Koninkrijk Joegoslavië werd door de bezetters Duitsland en Italië verdeeld. Het Derde Rijk kende zich delen van Slovenië en Banat toe. Italië annexeerde de Kroatische kust, Dalmatië en de eilanden in de Adriatische zee. Bulgarije kreeg een deel van Macedonië en Kosovo. Hongarije kreeg een deel van Noord-Servië in Vojvodina. Italië gaf Groot-Albanië delen van Montenegro, Kosovo en Macedonië weg. Tijdens de oorlog in april 1941 werd de Onafhankelijke Staat Kroatië opgericht, waarbij Bosnië en Herzegovina en een deel van noord Servië werd toegevoegd. Een paar maanden later begon het moorden van Serviërs, Joden en Roma zigeuners. Zij werden vooral in het concentratiekamp Jasenovac en Stara Gradiška omgebracht.
Hitler installeerde in Belgrado een regering onder leiding van generaal Milan Nedic. Het Koninkrijk Joegoslavië bestond niet meer. De nazi´s voerden politiek gezien een strenge toon tegen de bevolking van Servië, wegens de vooroordelen die er onder de nazi´s heersten over de Serviërs. Het volk werd bitter en ze hadden te maken met diverse problemen, zoals de Duitse maatregelen, vluchtelingen en economische achteruitgang. Het systeem dat ingevoerd werd door de Duitsers zorgde ervoor dat het volk in opstand kwam. Er ontstonden twee grote bevrijdingslegers, namelijk die van de partizanen en de cetniks (chetniks). De cetniks waren voor een herstel van de monarchie en een Groot-Servië binnen de grenzen van Joegoslavië. Het doel van de partizanen was om een socialistische revolutie te ontketenen en omverwerping van het oude Joegoslavische systeem.

## Servië als leidende deelstaat van een nieuw Joegoslavië
In het voorjaar van 1941 organiseerde een groep Joegoslaven, met onder meer Josip Tito, een communistische partizanenbeweging die uitgroeide tot een antifascistische nationale bevrijdingsraad. Tito werd benoemd tot maarschalk van Joegoslavië en opperbevelhebber van de bevrijdingslegers. De westerse geallieerden erkenden hem in deze functie. Aan het eind van de oorlog was bijna geheel Joegoslavië in handen van Tito. Hij genoot een grote populariteit onder het gewone volk, zoals ook bleek in de verkiezingen van 1945 toen zijn communistische partij 85% van alle stemmen kreeg. Joegoslavië werd een federale staat, waarin Servië een van de deelstaten was, naast Slovenië, Kroatië, Bosnië en Herzegovina, Macedonië en Montenegro.

## In de federatie
Servië was de dominante deelstaat van de Joegoslavische federatie. De Kroaat Tito zag dat ook wel en in de nieuwe unie van 1974 kortwiekte hij Servië. Vojvodina in het noorden en Kosovo in het zuiden werden autonome provincies, waardoor ook het gewicht van Servië in de federatie minder werd.
Servië werd lange tijd bestuurd door Ivan Stambolic, schoonzoon van Tito. In 1987 werd hij echter van zijn troon gestoten door zijn beschermeling Milosevic. Deze president schakelde in de nadagen van het communisme moeiteloos over op het Servisch nationalisme. Hij sprak de Serviërs toe op Vidov dan 1989, de zeshonderdste verjaardag van de 'slag van het merelveld'. Hij stak daarmee de lont in het kruitvat dat de Balkan al de hele 20e eeuw was geweest. Twee jaar later volgde de ontploffing.

## Servië en Montenegro

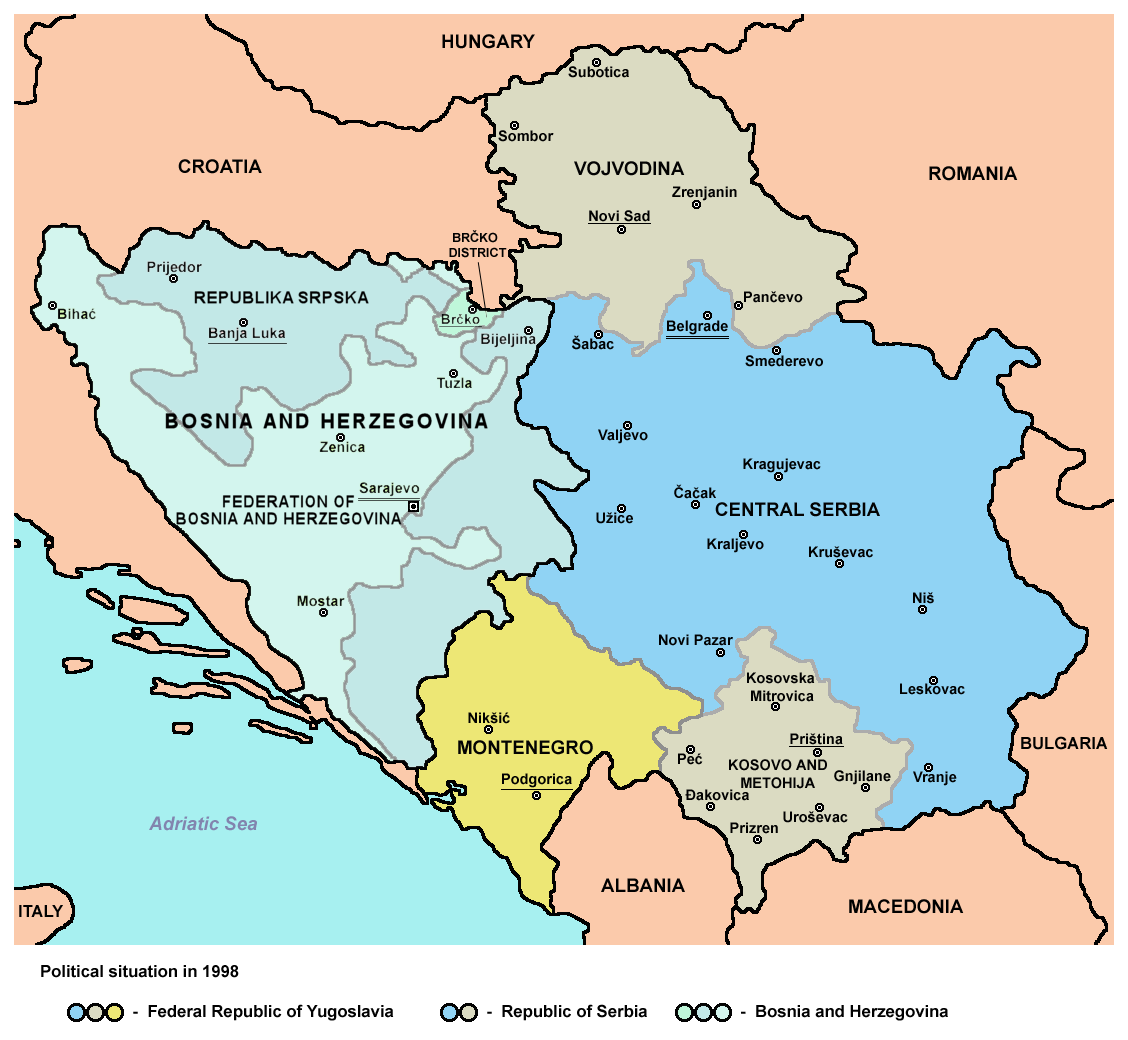

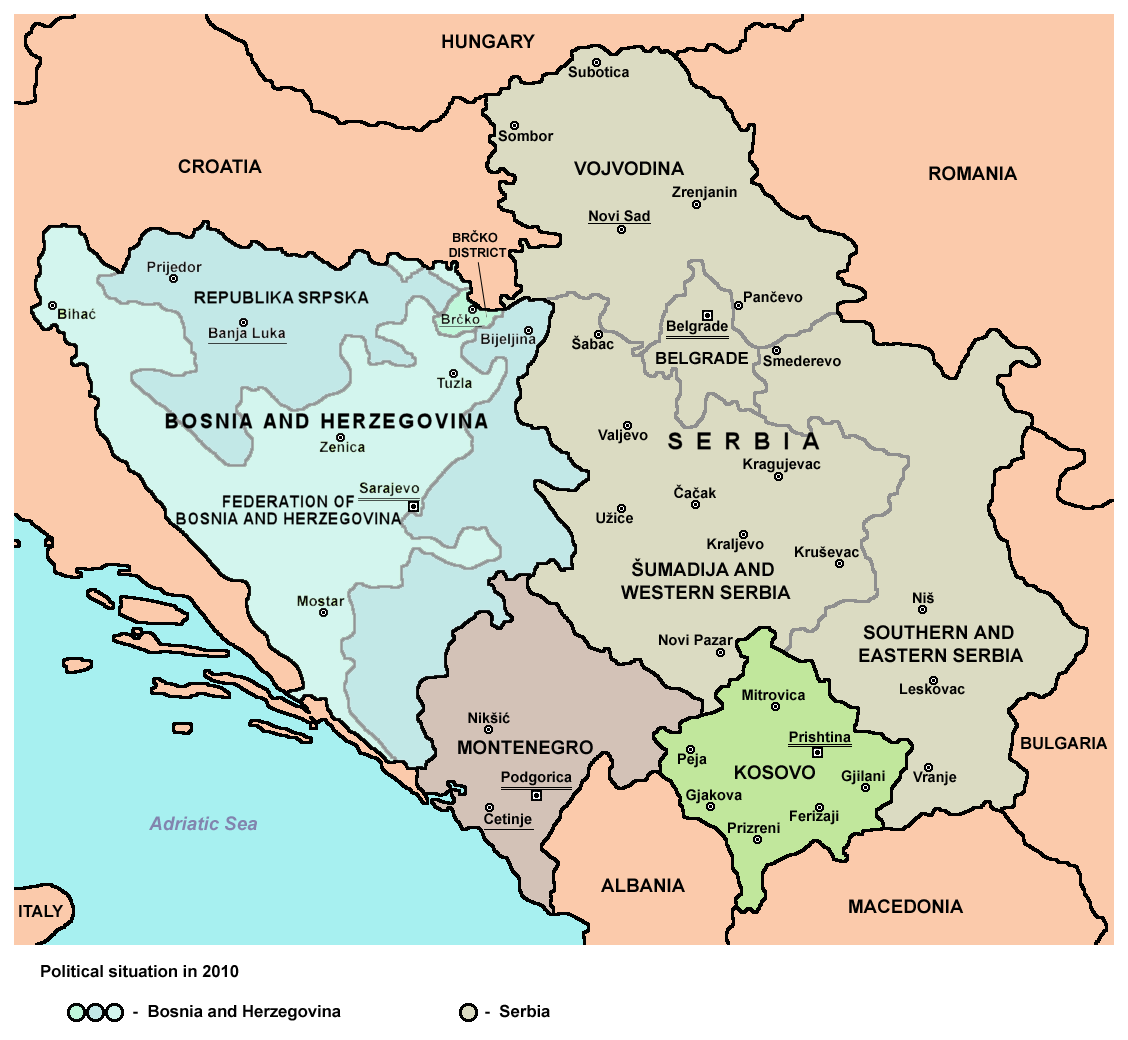

Nadat in het begin van de jaren negentig vier van de zes deelstaten zich hadden afgescheiden, werd Joegoslavië gereduceerd tot een federatie van Servië en Montenegro. In 2003 werd dit een confederatie onder de naam Servië en Montenegro. Deze unie is blijven voortbestaan tot Montenegro zich in juni 2006 na een referendum onafhankelijk verklaarde. Daarmee is Servië als de opvolgersstaat van de confederatie eveneens een onafhankelijk land geworden.
Op 17 februari 2008 verklaarde de autonome provincie Kosovo zich onafhankelijk van Servië. De internationale gemeenschap raakte vrijwel direct verdeeld tussen voorstanders van een eigen Kosovaarse staat (onder andere de Verenigde Staten, het Verenigd Koninkrijk, Duitsland en Frankrijk) en tegenstanders daarvan (onder andere Rusland, Servië en China).

## Servië, EU kandidaat lidstaat
Sinds maart 2012 is Servië kandidaat-lid van de Europese Unie en is het land bezig om de nodige stappen te ondernemen om de wetgeving te harmoniseren met de EU standaarden.
Geschiedenis van:
Albanië · Andorra · Azerbeidzjan · België (Vlaanderen, Wallonië) · Bosnië en Herzegovina · Bulgarije · Denemarken · Duitsland · Estland · Faeröer · Finland · Frankrijk (Bretagne, Corsica) · Georgië · Griekenland · Hongarije · Ierland · Italië (Sicilië) · Kosovo · Kroatië · Letland · Liechtenstein · Litouwen · Luxemburg · Malta · Moldavië · Monaco · Montenegro · Nederland · Noord-Macedonië · Noorwegen · Oekraïne · Oostenrijk · Polen · Portugal · Roemenië · Rusland (Tsjetsjenië) · San Marino · Servië · Slovenië · Slowakije · Spanje (Catalonië, Galicië) · Tsjechië · Turkije · Vaticaanstad · Verenigd Koninkrijk (Engeland, Schotland, Wales, Noord-Ierland) · Wit-Rusland · IJsland · Zweden · Zwitserland
Balkan · Britse Eilanden · Kaukasus · Lage Landen · Oost-Europa · Scandinavië